# Coupe UEFA 1984-1985
Navigation
Édition précédente Édition suivante
La Coupe UEFA 1984-1985 est la quatorzième édition de la Coupe de l'UEFA, qui oppose les meilleurs clubs européens qualifiés grâce aux résultats de leur championnat national. Cette édition voit le Real Madrid s'imposer en finale contre le club hongrois de Videoton SC. C'est la première Coupe UEFA pour une formation espagnole (et le septième trophée européen pour le Real) alors que Videoton est la toute première équipe hongroise à atteindre une finale de Coupe UEFA.
Le Real Madrid réalise un parcours ponctué de plusieurs retournements de situation puisqu'il parvient à trois reprises à remonter une défaite d'au moins deux buts d'écart au match aller. En seizièmes de finale, défait 3-1 par le HNK Rijeka, il s'impose à Madrid au retour 3-0. Lors du tour suivant, il remonte un handicap de trois buts face aux Belges du RSC Anderlecht (défaite 3-0 à l'aller, victoire 6-1 au retour). Enfin, en demi-finale face à l'Inter Milan, après avoir perdu 2-0 à San Siro, il s'impose une nouvelle fois 3-0 et obtient son billet pour la finale.
Deux joueurs se partagent le titre honorifique de meilleur buteur de la compétition avec un total de sept buts : le Hongrois József Szabó du finaliste Videoton et le Yougoslave Edin Bahtić du FK Željezničar Sarajevo
L'Albanie est à nouveau absente pour cette édition. L'Espagne, l'Écosse, la Tchécoslovaquie et la Pologne obtiennent un club supplémentaire, au détriment de la RDA et de la Grèce qui en perdent un et des Pays-Bas qui passent de quatre clubs à deux. Tottenham Hotspur, tenant du titre et non-qualifié grâce à son classement en championnat d'Angleterre, est également invité à participer, ce qui porte à cinq le nombre de formations anglaises. Les Spurs atteignent les quarts de finale, où ils sont éliminés par le Real Madrid.
Le premier tour entre les Luxembourgeois du Red Boys Differdange et l'Ajax Amsterdam a permis d'établir un record avec la plus large victoire sur un match de coupe d'Europe : après avoir obtenu le nul 0-0 au Stade du Thillenberg de Differdange, les Lanciers s'imposent au retour à Amsterdam sur le score de quatorze buts à zéro.

## Trente-deuxièmes de finale
| Équipe 1                 | Résultat       | Équipe 2                 | Aller | Retour   |
| ------------------------ | -------------- | ------------------------ | ----- | -------- |
| 1. FC Cologne            | 3 - 1          | Pogoń Szczecin           | 2 - 1 | 1 - 0    |
| AIK Fotboll              | 1 - 3          | Dundee United            | 1 - 0 | 0 - 3    |
| AS Monaco                | 3 - 4          | PFK CSKA Sofia           | 2 - 2 | 1 - 2    |
| Bohemian FC              | 3 - 4          | Rangers FC               | 3 - 2 | 0 - 2    |
| FK Dinamo Minsk          | 10 - 0         | HJK Helsinki             | 4 - 0 | 6 - 0    |
| Red Boys Differdange     | 0 - 14         | Ajax Amsterdam           | 0 - 0 | 0 - 14   |
| Bohemians 1905           | 8 - 3          | Apollon Limassol         | 6 - 1 | 2 - 2    |
| FC Sion                  | 4 - 2          | Club Atlético de Madrid  | 1 - 0 | 3 - 2    |
| PFC Sliven               | 2 - 5          | FK Željezničar Sarajevo  | 1 - 0 | 1 - 5    |
| FC Vorwärts Francfort    | 2 - 3          | PSV Eindhoven            | 2 - 0 | 0 - 3    |
| Fenerbahçe SK            | 0 - 3          | ACF Fiorentina           | 0 - 1 | 0 - 2    |
| FK Dukla Banská Bystrica | 3 - 7          | Borussia Mönchengladbach | 2 - 3 | 1 - 4    |
| Glentoran FC             | 1 - 3          | Standard de Liège        | 1 - 1 | 0 - 2    |
| KR Reykjavík             | 0 - 7          | Queens Park Rangers      | 0 - 3 | 0 - 4    |
| 1. FC Lokomotive Leipzig | 7 - 3          | Lillestrøm SK            | 7 - 0 | 0 - 3    |
| Manchester United        | 5 - 2          | Győri ETO FC             | 3 - 0 | 2 - 2    |
| Nottingham Forest        | 0 - 1          | Club Bruges KV           | 0 - 0 | 0 - 1    |
| Odense Boldklub          | 2 - 7          | Spartak Moscou           | 1 - 5 | 1 - 2    |
| Olympiakos Le Pirée      | 3 - 2          | Neuchâtel Xamax          | 1 - 0 | 2 - 2    |
| Östers IF                | 0 - 2          | Linz ASK                 | 0 - 1 | 0 - 1    |
| Paris Saint-Germain      | 6 - 2          | Heart of Midlothian      | 4 - 0 | 2 - 2    |
| RSC Anderlecht           | 2e - 2         | Werder Brême             | 1 - 0 | 1 - 2    |
| Rabat Ajax               | 0 - 4          | FK Partizan Belgrade     | 0 - 2 | 0 - 2    |
| Betis Séville            | 1 - 1 (3-5tab) | Universitatea Craiova    | 1 - 0 | 0 - 1    |
| Real Madrid              | 5 - 2          | FC Wacker Innsbruck      | 5 - 0 | 0 - 2    |
| Real Valladolid          | 2 - 4          | HNK Rijeka               | 1 - 0 | 1 - 4    |
| SC de Braga              | 0 - 9          | Tottenham HotspurT       | 0 - 3 | 0 - 6    |
| Southampton FC           | 0 - 2          | Hambourg SV              | 0 - 0 | 0 - 2    |
| Sporting Portugal        | 4 - 2          | AJ Auxerre               | 2 - 0 | 2 - 2 ap |
| Sportul Studenţesc       | 1 - 2          | Inter Milan              | 1 - 0 | 0 - 2    |
| Videoton SC              | 1 - 0          | Dukla Prague             | 1 - 0 | 0 - 0    |
| Widzew Łódź              | 2 - 1          | AGF Aarhus               | 2 - 0 | 0 - 1    |

## Seizièmes de finale
| Équipe 1                 | Résultat       | Équipe 2             | Aller | Retour   |
| ------------------------ | -------------- | -------------------- | ----- | -------- |
| ACF Fiorentina           | 3 - 7          | RSC Anderlecht       | 1 - 1 | 2 - 6    |
| Ajax Amsterdam           | 1 - 1 (2-4tab) | Bohemians 1905       | 1 - 0 | 0 - 1    |
| Borussia Mönchengladbach | 3 - 3e         | Widzew Łódź          | 3 - 2 | 0 - 1    |
| Club Bruges KV           | 2 - 4          | Tottenham HotspurT   | 2 - 1 | 0 - 3    |
| Universitatea Craiova    | 2 - 0          | Olympiakos           | 1 - 0 | 1 - 0    |
| FK Željezničar Sarajevo  | 3 - 2          | FC Sion              | 2 - 1 | 1 - 1    |
| Hambourg SV              | 6 - 1          | PFK CSKA Sofia       | 4 - 0 | 2 - 1    |
| Inter Milan              | 4 - 3          | Glasgow Rangers      | 3 - 0 | 1 - 3    |
| Linz ASK                 | 2 - 7          | Dundee United        | 1 - 2 | 1 - 5    |
| 1. FC Lokomotive Leipzig | 1 - 3          | Spartak Moscou       | 1 - 1 | 0 - 2    |
| HNK Rijeka               | 3 - 4          | Real Madrid          | 3 - 1 | 0 - 3    |
| Paris SG                 | 2 - 5          | Videoton SC          | 2 - 4 | 0 - 1    |
| PSV Eindhoven            | 0 - 1          | Manchester United    | 0 - 0 | 0 - 1 ap |
| Queens Park Rangers      | 6 - 6e         | FK Partizan Belgrade | 6 - 2 | 0 - 4    |
| Sporting Portugal        | 2 - 2 (3-5tab) | FK Dinamo Minsk      | 2 - 0 | 0 - 2    |
| Standard de Liège        | 1 - 4          | 1. FC Cologne        | 0 - 2 | 1 - 2    |

## Huitièmes de finale
| Équipe 1              | Résultat | Équipe 2                | Aller | Retour |
| --------------------- | -------- | ----------------------- | ----- | ------ |
| FK Spartak Moscou     | 1 - 2    | 1. FC Cologne           | 1 - 0 | 0 - 2  |
| Universitatea Craiova | 2 - 4    | FK Željezničar Sarajevo | 2 - 0 | 0 - 4  |
| Hambourg SV           | 2 - 2e   | Inter Milan             | 2 - 1 | 0 - 1  |
| Manchester United     | 5 - 4    | Dundee United           | 2 - 2 | 3 - 2  |
| RSC Anderlecht        | 4 - 6    | Real Madrid             | 3 - 0 | 1 - 6  |
| Tottenham HotspurT    | 3 - 1    | Bohemians 1905          | 2 - 0 | 1 - 1  |
| Videoton SC           | 5 - 2    | FK Partizan Belgrade    | 5 - 0 | 0 - 2  |
| Widzew Łódź           | 1 - 2    | FK Dinamo Minsk         | 0 - 2 | 1 - 0  |

## Quarts de finale
| Équipe 1                | Résultat       | Équipe 2        | Aller | Retour |
| ----------------------- | -------------- | --------------- | ----- | ------ |
| FK Željezničar Sarajevo | 3 - 1          | FK Dinamo Minsk | 2 - 0 | 1 - 1  |
| Inter Milan             | 4 - 1          | 1. FC Cologne   | 1 - 0 | 3 - 1  |
| Manchester United       | 1 - 1 (4-5tab) | Videoton SC     | 1 - 0 | 0 - 1  |
| Tottenham HotspurT      | 0 - 1          | Real Madrid     | 0 - 1 | 0 - 0  |

## Demi-finales
| Équipe 1    | Résultat | Équipe 2                | Aller | Retour |
| ----------- | -------- | ----------------------- | ----- | ------ |
| Inter Milan | 2 - 3    | Real Madrid             | 2 - 0 | 0 - 3  |
| Videoton SC | 4 - 3    | FK Željezničar Sarajevo | 3 - 1 | 1 - 2  |

## Finale
| Équipe 1    | Résultat | Équipe 2    | Aller | Retour |
| ----------- | -------- | ----------- | ----- | ------ |
| Videoton SC | 1 - 3    | Real Madrid | 0 - 3 | 1 - 0  |